# Cheng Ming-Chih
Cheng Ming-Chih (8 de agosto de 1979) es un deportista taiwanés que compitió en tenis de mesa adaptado. Ganó dos medallas en los Juegos Paralímpicos de Verano, plata en Río de Janeiro 2016 y plata en París 2024.

## Palmarés internacional
| Juegos Paralímpicos | Juegos Paralímpicos     | Juegos Paralímpicos | Juegos Paralímpicos |
| Año                 | Lugar                   | Medalla             | Prueba              |
| ------------------- | ----------------------- | ------------------- | ------------------- |
| 2016                | Río de Janeiro (Brasil) | Medalla de plata    | Equipo 4-5          |
| 2024                | París (Francia)         | Medalla de plata    | Individual MS5      |